# Stade Sporting Sétif
Ne doit pas être confondu avec Stade africain sétifien.
Pour les articles homonymes, voir SSS.
Maillots
Le Stade Sporting de Sétif (en arabe : ملعب سبورتينغ سطيف), plus couramment abrégé en SS Sétif ou encore en SSS, est un club de football algérien fondé en 1906, situé à la ville de Sétif. Il évoluait au Stade de Eugène Girod (actuellement Stade Mohamed Guessab).

## Histoire
Le Stade Sporting de Sétif est créée en 1906 dans la ville de Sétif sous le nom du Stade Olympique Sétifien, par des colons européens qui étaient des amateurs de sport et de football.
- En 1938 le Stade Olympique Sétifien s'est fusionné avec le Sporting Club de Sétif est a changé le nom du club pour devenir Stade Sporting de Sétif

## Palmarès
Le palmarès du Stade Sporting de Sétif est le suivant :

### Section football
| Compétitions nationales |
| --- |
| - Ligue de Constantine de Football Association : - Division d'Honneur (2) : - Champion : 1928-29 et 1930-31 - Promotion d'Honneur (2) : - Champion : 1925-26 et 1938-39 |

### Classement en championnat de Constantine par année
- 1920-21 :
- 1921-22 :
- 1922-23 :
- 1923-24 :
- 1924-25 : Promotion d'Honneur, 1re  Champion
- 1925-26 : Division d'Honneur, ?e
- 1926-27 : Division d'Honneur, ?e
- 1927-28 : Division d'Honneur, ?e
- 1928-29 : Division d'Honneur, 1re Champion
- 1929-30 : Division d'Honneur, ?e
- 1930-31 : Division d'Honneur, 1re Champion
- 1931-32 : Division d'Honneur, ?e
- 1932-33 : Division d'Honneur, ?e
- 1933-34 : Division d'Honneur, 4e
- 1934-35 : Division d'Honneur, ?e
- 1935-36 :
- 1936-37 :
- 1937-38 :
- 1938-39 : Promotion d'Honneur, 1re  Champion
- 1939-40 : Division d'Honneur, ?e
- 1940-41 :
- 1941-42 :
- 1942-43 :
- 1943-44 :
- 1944-45 :
- 1945-46 :
- 1946-47 : Division d'Honneur, ?e
- 1947-48 : Division d'Honneur, ?e
- 1948-49 : Division d'Honneur, ?e
- 1949-50 : Division d'Honneur, ?e
- 1950-51 : Division d'Honneur, ?e
- 1951-52 : Division d'Honneur, 11e
- 1952-53 :
- 1953-54 :
- 1954-55 : Division d'Honneur, 11e
- 1955-56 :
- 1956-57 :
- 1957-58 :
- 1958-59 :
- 1959-60 :
- 1960-61 :
- 1961-62 :

## Personnalités du club

### Présidents du club
- Schembri Roland

### Entraîneur du club
- Goglia
- Gévaudan
- Weiss

### Anciens joueurs du club
Quelques joueurs qui ont marqué l'histoire du SS Sétif.
- Bache Jean-Paul
- Martinazo
- Bardiguez